# Furio Giunta
Furio Giunta, interpretat de Federico Castelluccio, este un personaj fictiv în seria televizată distribuită de HBO, Clanul Soprano. A fost un mafiot italian ce a lucrat pentru Tony Soprano.